# Флусио
Флусио је насеље у Италији у округу Ористано, региону Сардинија.
Према процени из 2011. у насељу је живело 454 становника. Насеље се налази на надморској висини од 296 м.

## Становништво
Према резултатима пописа становништва 2011. у општини је живело 454 становника.
| 1951. | 1961. | 1971. | 1981. | 1991. | 2001. | 2011. |
| ----- | ----- | ----- | ----- | ----- | ----- | ----- |
| 742   | 695   | 555   | 573   | 533   | 497   | 454   |